# Erwin Neher
Erwin Neher (sinh 20 tháng 3 năm 1944 tại Landsberg am Lech, Bayern) là một nhà lý sinh học người Đức, đã đoạt Giải Nobel Sinh lý và Y khoa năm 1991.

## Cuộc đời và Sự nghiệp
Erwin Neher là con của Franz Xaver Neher - quản lý viên một công ty chế biến sữa - và Elisabeth (nhũ danh Pfeiffer), một giáo viên. Neher có hai người chị gái.
Từ năm 1954 tới 1963 ông học trường "Maristenkolle" ở Mindelheim, một trường tư thục Công giáo. Từ năm 1963 tới 1966 Erwin Neher học ngành Vật lý ở Trường Cao đẳng Kỹ thuật München (Technische Hochschule). Năm 1966, ông được cấp Học bổng Fulbright để sang Hoa Kỳ học tập nghiên cứu. Ông học một năm ở Đại học Wisconsin–Madison, và đậu bằng thạc sĩ khoa Lý sinh.
Năm 1967 ông trở về Đức nghiên cứu ở Viện Tâm thần Max Planck (Max-Planck-Institut für Psychiatrie), và đậu bằng tiến sĩ năm 1970.
Năm 1986, ông được Đại học Columbia trao giải Louisa Gross Horwitz chung với Bert Sakmann. Năm 1987, ông được nhận giải Gottfried Wilhelm Leibniz của Deutsche Forschungsgemeinschaft (nhóm các nhà nghiên cứu Đức), một giải thưởng cao quý về nghiên cứu của Đức. Năm 1991, ông đoạt giải Nobel Sinh lý và Y khoa chung với Bert Sakmann, cho công trình triển khai kỹ thuật patch-clamp, công trình mà Neher bắt đầu nghiên cứu như một cộng tác viên hậu tiến sĩ ở phòng thí nghiệm của Charles F. Stevens ở Đại học Yale. Hiện nay ông là giám đốc của Viện Hóa Lý Sinh Max Planck ở Göttingen và lãnh đạo phân ban Lý sinh học về Màng của viện. Ông cũng là giáo sư tại Đại học Göttingen và đồng chủ tịch Trung tâm Bernstein về Khoa học thần kinh ở Göttingen.

## Gia đình
Neher kết hôn với Eva-Maria năm 1978, Họ có năm người con: Richard, Benjamin, Carola, Sigmund, và Margret.